# Tsuyoshi Kusanagi
Tsuyoshi Kusanagi (草彅 剛?, Kusanagi Tsuyoshi; Seiyo, 9 luglio 1974) è un cantante e attore giapponese.
Membro del gruppo j-pop SMAP, ha iniziato la sua carriera nel 1991 sotto l'agenzia Johnny & Associates. Noto soprattutto come intrattenitore in spettacoli di varietà e talk show, è apparso anche in vari dorama e pellicole cinematografiche.

## Carriera
Fa spesso tournée e visite in Corea del Sud, ove partecipa anche a spettacoli in talk show televisivi e vari spot pubblicitari. Molto sensibile ai temi sociali e civili coreani, ha pubblicato anche CD in lingua, utilizzando la lettura coreana del suo nome, Chonan Gang.
Ha avuto ruolo di protagonista nel film Yomigaeri nel 2003 e l'anno successivo, con Hotel Venus (una produzione nippo-coreana) è stato ufficialmente presentato al festival cinematografico internazionale di Mosca.
Sull'onda della scia del successo in Giappone di Gyeo-ul yeon-ga, è finito per diventare uno dei membri più popolari del gruppo. È apparso anche nel film coreano Like a Virgin.

## Incidente con la polizia
Nel 2009 è stato arrestato con l'accusa di atti osceni in luogo pubblico; secondo quanto riferito dagli agenti che l'hanno trovato a ballare nudo in stato di ebbrezza di notte nel parco Akasaka del quartiere Minato. In seguito si è scusato pubblicamente per il suo comportamento.

## Filmografia

### Cinema
- 1999: Messengers
- 2000: Seance
- 2003: Yomigaeri
- 2004: The Hotel Venus
- 2006: Nihon chinbotsu (film 2006)
- 2006: Like a Virgin (film) (insegnante giapponese, cammeo)
- 2008: Yama no Anata (2008)
- 2011: Boku to tsuma no 1778 no monogatari
- 2011: Suteki na Kanashibari (2011) - Teruo Hoshou (padre di Emi)
- 2012: Anata
- 2012: Ninkyo Helper - Hikoichi Tsubasa
- 2013: Chuugakusei Maruyama - Tatsuo Shimo

- Taifu kazoku (台風家族?), regia di Masahide Ichii (2019)

### Televisione
- 2013: Specialist (TV Asahi)
- 2013: Aji Ichimonme 2013 (TV Asahi)
- 2012: Yo nimo Kimyo na Monogatari 2012 Fall Special Hate Virus (Fuji TV)
- 2012: 37-sai de Isha ni Natta Boku ~Kenshui Junjo Monogatari~ (Fuji TV)
- 2011: Suteki na Kakushidori ~Kanzen Muketsu no Concierge~ (Fuji TV)
- 2011: Ninkyo Helper SP (Fuji TV)
- 2011: Fuyu no Sakura (TBS)
- 2010: 99-nen no ai: Japanese Americans (TBS)
- 2009: Ninkyo Helper (Fuji TV)
- 2008: Ryōkiteki na kanojo (TBS)
- 2008. Sasaki fusai no jingi naki tatakai (TBS, ep1-2)
- 2006: Boku no Aruku Michi (Fuji TV)
- 2006: Ai to Shi wo Mitsumete (TV Asahi)
- 2005. Koi ni Ochitara (Fuji TV)
- 2004. Tokugawa Tsunayoshi - Inu to Yobareta Otoko (Fuji TV)
- 2004: Boku to kanojo to kanojo no ikiru michi (Fuji TV)
- 2004: Kaikyo wo Wataru Violin (Fuji TV)
- 2003: Taikoki (Fuji TV)
- 2003: Boku no ikiru michi (Fuji TV)
- 2002: HR (Fuji TV)
- 2001: Star no Koi (Fuji TV)
- 2001. Yonimo Kimyona Monogatari Jiusanbanme no Kyaku (Fuji TV)
- 2000: Food Fight (Fudo Faito (NTV)
- 1999: TEAM (Fuji TV)
- 1998: Jinbe (manga) (Fuji TV)
- 1998: Sensei Shiranaino (TBS)
- 1997: Narita Rikon (Fuji TV)
- 1997: Ii Hito (Fuji TV)
- 1997: Boku ga Boku de Aru Tame ni (Fuji TV)
- 1996: Oishii Kankei (Fuji TV)
- 1996: Kekkon Shiyo yo! (TBS)
- 1995: Mada Koi wa Hajimaranai (Fuji TV)
- 1995: Ie Naki Ko 2 (NTV)

## Doppiaggio
- 1992: Un fiocco per sognare, un fiocco per cambiare - Koichi Hasekura